# هیدروکسی‌بنزوتریازول
'هیدروکسی'بنزوتریازول (به اختصار HOBt) یک ترکیب آلی از مشتقات بنزوتریازول است . این ماده به صورت پودر بلوری سفید رنگ است که محصول تجاری آن حاوی مقداری آب (11.7 درصد وزنی به عنوان کریستال منوهیدرات HOBt) است. HOBt بدون آب خاصیت انفجاری دارد. 